# Amtsgericht Markranstädt
Das Amtsgericht Markranstädt war von 1879 bis 1944/1952 ein Gericht der ordentlichen Gerichtsbarkeit und eines von 15 Amtsgerichten im Sprengel des Landgerichtes Leipzig mit Sitz in Markranstädt.

## Geschichte
Von 1856 bis 1879 bestand in Markranstädt das Gerichtsamt Markranstädt als erstinstanzliches Gericht. Mit den Reichsjustizgesetzen wurde das Gerichtsamt Markranstädt aufgelöst und das Amtsgericht Markranstädt als Nachfolger des Gerichtsamtes eingerichtet. Sein Sprengel entsprach dem des Gerichtsamtes und bestand aus Gemeinde Markranstädt und noch 19 weiteren Landgemeinden. Dies waren: Albersdorf, Frankenheim, Gärnitz, Göhrenz, Großdölzig, Großmiltitz, Hartmannsdorf, Kleindölzig, Kleinmiltiz, Knauthain, Knautkleeberg, Knautnaundorf, Kulkwitz, Lausen, Lindennaundorf, Priesteblich, Quesitz, Rehbach, Rückmarsdorf und Seebenisch. Das Amtsgericht Markranstädt war eines von 15 Amtsgerichten im Bezirk des Landgerichtes Leipzig. Der Amtsgerichtsbezirk umfasste anfangs 7680 Einwohner. Das Gericht hatte damals eine Richterstelle und war das kleinste Amtsgericht im Landgerichtsbezirk.
Im Jahre 1944 wurde das Amtsgericht Markranstädt kriegsbedingt zu einer Nebenstelle des Amtsgerichtes Leipzig herabgestuft und war nun nur noch an zwei Gerichtstagen im Monat tätig. Mit dem Gerichtsverfassungsgesetz vom 2. Oktober 1952 wurde das Amtsgericht Markranstädt in der DDR aufgehoben und das Kreisgericht Leipzig-Land an seiner Stelle eingerichtet. Gerichtssprengel war nun der Kreis Leipzig.

## Gerichtsgebäude

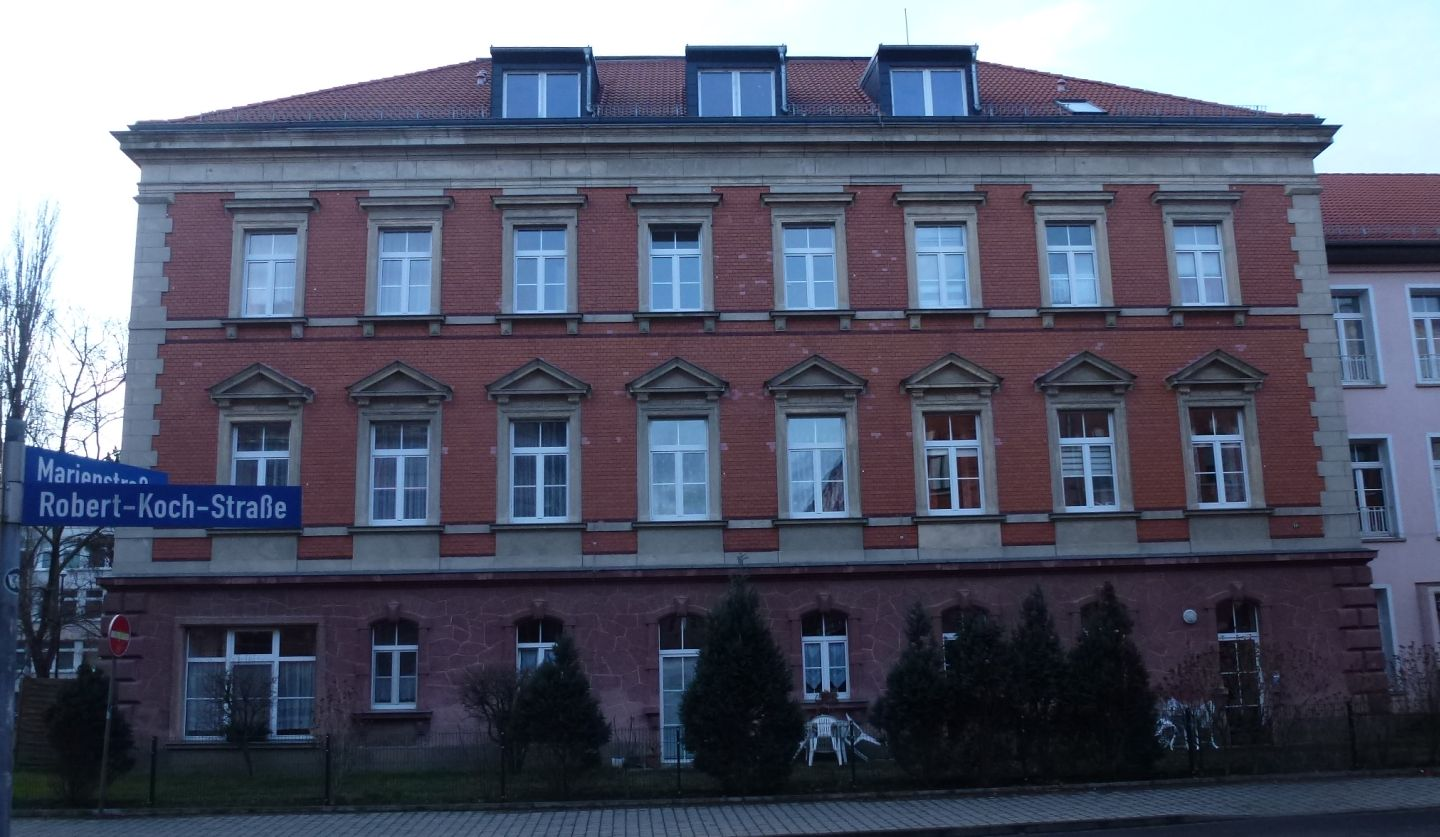
Ehem. Amtsgerichtsgebäude (2015)

Als Amtsgerichtsgebäude wurde 1889 in der Marienstraße 15 ein repräsentatives Gerichtsgebäude mit Klinkerfassade im Stil der Neorenaissance und einem Sockelgeschoss in Porphyrtuff sowie ein Gefängnisgebäude ebenfalls in Klinkerbauweise erbaut. Ab 1952 wurde es als Krankenhaus, ab 1993 wird es als Senioren-Wohnanlage genutzt. Es steht aufgrund seiner baugeschichtlichen und ortsgeschichtlichen Bedeutung unter Denkmalschutz.